# María Colón
María Caridad Colón Rueñes-Salazar (ur. 25 marca 1958 w Baracoi) – kubańska lekkoatletka specjalizująca się w rzucie oszczepem.
Mistrzyni olimpijska z Moskwy – wygrała dzięki rzutowi na odległość 68,40. Dwukrotna zwyciężczyni igrzysk panamerykańskich (w 1979 i 1983), jak również ich srebrna medalistka (1987). Uczestniczka mistrzostw świata 1983 w Helsinkach, gdzie zajęła 8 miejsce. Rekord życiowy: 70,14 (15 czerwca 1986, Hawana).